# Krajská knihovna Františka Bartoše ve Zlíně
Krajská knihovna Františka Bartoše, příspěvková organizace se sídlem ve Zlíně je největší veřejnou knihovnou ve Zlínském kraji. Poskytuje návštěvníkům knihovnické a informační služby, pořádá kulturní a vzdělávací akce pro školy a veřejnost. Knihovna zajišťuje metodické, poradenské a další služby knihovnám Zlínského kraje, vydává publikace v Edici Zlínský kraj a časopis ZVUK Zlínského Kraje.
KKFB je krajskou knihovnou podle knihovního zákona (257/2001 Sb.) a plní také funkci městské knihovny. Zřizovatelem knihovny je Zlínský kraj a na jejím financování se podílí Statutární město Zlín.

## Historie

### 19. století
- 1885 – založení Čtenářského spolku ve Zlíně
- 1887 – jmenování Františka Bartoše prvním čestným členem spolku

### 20. století
- 1905 – knihovna čtenářského spolku získává název veřejná knihovna
- 1921 – zřízení městské knihovny, ustanovení Obecní knihovní rady a jmenování J. Batíka prvním městským knihovníkem
- 1933 – připojení knihovny firmy Baťa
- 1934 – první (dočasné) působení knihovny v bývalé Komenského škole
- 1939–1945 – omezení provozu knihovny, 1942 nucené zřízení německé knihovny s německým knihovníkem
- 1953 – vznik Krajské lidové knihovny v Gottwaldově
- 1959 – změna názvu i působnosti, vznik Okresní lidové knihovny v Gottwaldově
- 1960 – knihovně byla přidělena budova bývalé Komenského školy, o její prostory se však nadále dělí s dalšími institucemi
- 1968 – otevřena nová Obvodní knihovna v Malenovicích – sídlišti
- 1970 – otevřena nová Obvodní knihovna Družba
- 1981 – otevřena nová Obvodní knihovna na sídlišti Jižní Svahy
- 1992 – celá budova bývalé Komenského školy patří knihovně, zahájení automatizovaného výpůjčního procesu
- 1995 – otevření zvukové knihovny pro nevidomé
- 1996 – změna názvu na Knihovna Františka Bartoše ve Zlíně, uzavřena Obvodní knihovna Družba
- 1997 – připojení knihovny k internetu
- 1999 – katalog knihovního fondu je vystaven na internetu

### 21. století
- 2000 – vznik Informačního a referenčního centra
- 2001 – vybudování Vzdělávacího centra
- 2002 – vzniká Krajská knihovna Františka Bartoše, zřizovatelem je Zlínský kraj, knihovna se stává vydavatelem časopisu ZVUK Zlínského kraje
- 2005 – otevřena nová Obvodní knihovna Díly
- 2006 – zahájení provozu Digitální knihovny
- 2008 – WWW stránky knihovny získaly popáté první místo v soutěži Biblioweb Archivováno 10. 5. 2019 na Wayback Machine.
- 2013 – během léta byla knihovna přestěhována z budovy Komenského školy do 15. budovy Baťovského areálu (v budově nyní sídlí Zlínský klub 204)

## Architektura

### Původní budova
Bývalá budova Ústřední knihovny patří k nejstarším stavbám ve Zlíně. Byla postavena v roce 1897 podle návrhu architekta Dominika Feye pro účely měšťanské školy (Škola císaře Františka Josefa I., později Komenského škola). V roce 1933 získala škola nové prostory a v budově byla spolu s dalšími institucemi postupně umístěna i knihovna. V roce 2013 byla knihovna přestěhována do 15. budovy továrního areálu (Baťa/Svit).

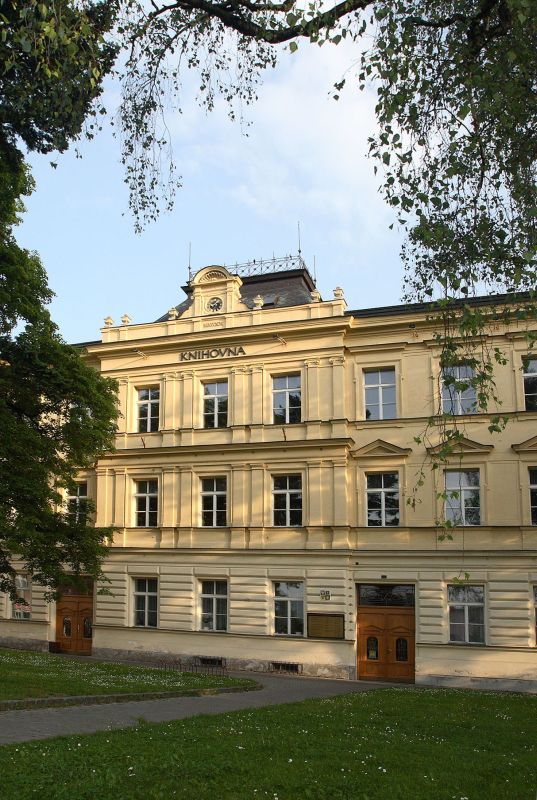
Bývalá budova knihovny – pohled zepředu
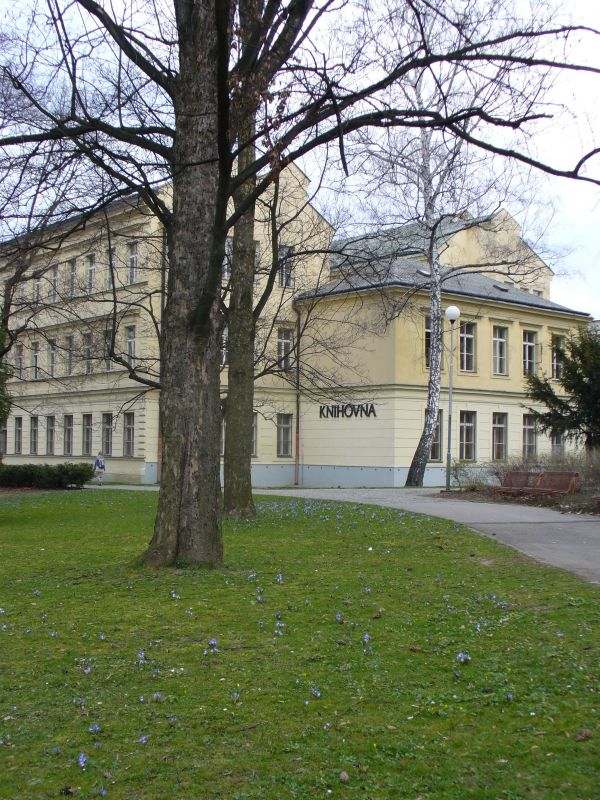
Bývalá budova knihovny – pohled zboku

### Současná budova (14/15)
Bývalé poválečné tovární budovy 14 a 15 od architekta Jiřího Voženílka typově vycházejí ze železobetonového skeletu baťovských továrních budov, tradiční trojtrakt zůstal zachován, jen tradiční modul 6,15 × 6,15 byl zde rozšířen o krajní pole na 7,85 × 6,15 × 7,85. Budovy mají 5 podlaží. Do zvětšených prostor bylo umístěno hygienické zařízení a strojovny klimatizace. K provedení koncových polí budov byly u jedné použity sloupy kulaté a u druhé sloupy hranaté. Obě budovy byly Zlínským krajem zrekonstruovány pro krajskou příspěvkovou organizaci 14I15 Baťův institut. V budovách sídlí kromě Krajské knihovny Františka Bartoše ve Zlíně i Krajská galerie výtvarného umění ve Zlíně a Muzeum jihovýchodní Moravy ve Zlíně. Ve výběrovém řízení nakonec zvítězil návrh Juraje Sonlajtnera a jeho studia A.D.N.S Production. Budovy byly opraveny, mezi objekty vznikl nový prostor pro výstavní a kulturní účely – tzv. platforma.

## Síť knihoven na území města Zlína

### Ústřední knihovna
- Ústřední knihovna, 15. Budova Svitu

### Obvodní knihovny
- Obvodní knihovna Jižní Svahy, Okružní 4699
- Obvodní knihovna Malenovice, Mlýnská 845
- Obvodní knihovna Díly, Díly IV/3691

Ústřední knihovna a obvodní knihovny jsou automatizované a online propojené a sdílejí jednotnou registraci uživatelů.

### Pobočky
Na území města se nachází 10 poboček (Lhotka u Tečovic, Louky, Prštné, Mokrá, Letná, Kudlov, Kostelec, Podlesí, Štípa, Velíková). Kromě pobočky na Podlesí, nejsou online propojeny s Ústřední knihovnou a používají oddělenou registraci uživatelů. Všechny pobočky svým uživatelům nabízejí přístup na internet.

## Knihovní fond a katalog
KKFB jako veřejná univerzální knihovna soustřeďuje ve svých fondech literaturu ze všech oborů a žánrů. Knihovní fond obsahuje přes 544 000 knihovních jednotek. Základ knihovního fondu představují knihy, noviny a časopisy, zvukové a audiovizuální dokumenty, mapy a hudebniny. Speciální důraz je kladen na získávání regionální literatury. Na základě příjmu povinného výtisku shromažďuje od roku 2003 periodika vydaná na území České republiky a knihy vydané ve Zlínském kraji. Data KKFB jsou zpracovávána v knihovním systému Verbis. Katalog knihovního fondu je dostupný online.

## Služby
- výpůjčky dokumentů domů nebo jejich studium v knihovně
- poslech zvukových dokumentů v hudebním oddělení
- meziknihovní výpůjční služba
- rezervace dokumentů
- informační a poradenské služby
- přístup na internet
- přístup do několika kvalitních licencovaných placených databází
- digitální knihovna
- reprografické služby

## Regionální funkce
Krajská knihovna Františka Bartoše vykonává poradenskou a konzultační činnost pro knihovny Zlínského kraje, vypracovává metodické plány, vede statistiku knihovnických činností, zajišťuje vzdělávání knihovníků.
Pověřené regionální knihovny v Zlínském kraji
- Knihovna Bedřicha Beneše Buchlovana v Uherském Hradišti[4]
- Knihovna Kroměřížska v Kroměříži
- Masarykova veřejná knihovna ve Vsetíně

## Členství v profesních sdruženích
- Svaz knihovníků a informačních pracovníků České republiky (SKIP)
- Sdružení knihoven České republiky (SDRUK)
- International Association of Music Libraries (IAML)